# Mutineries de 1917

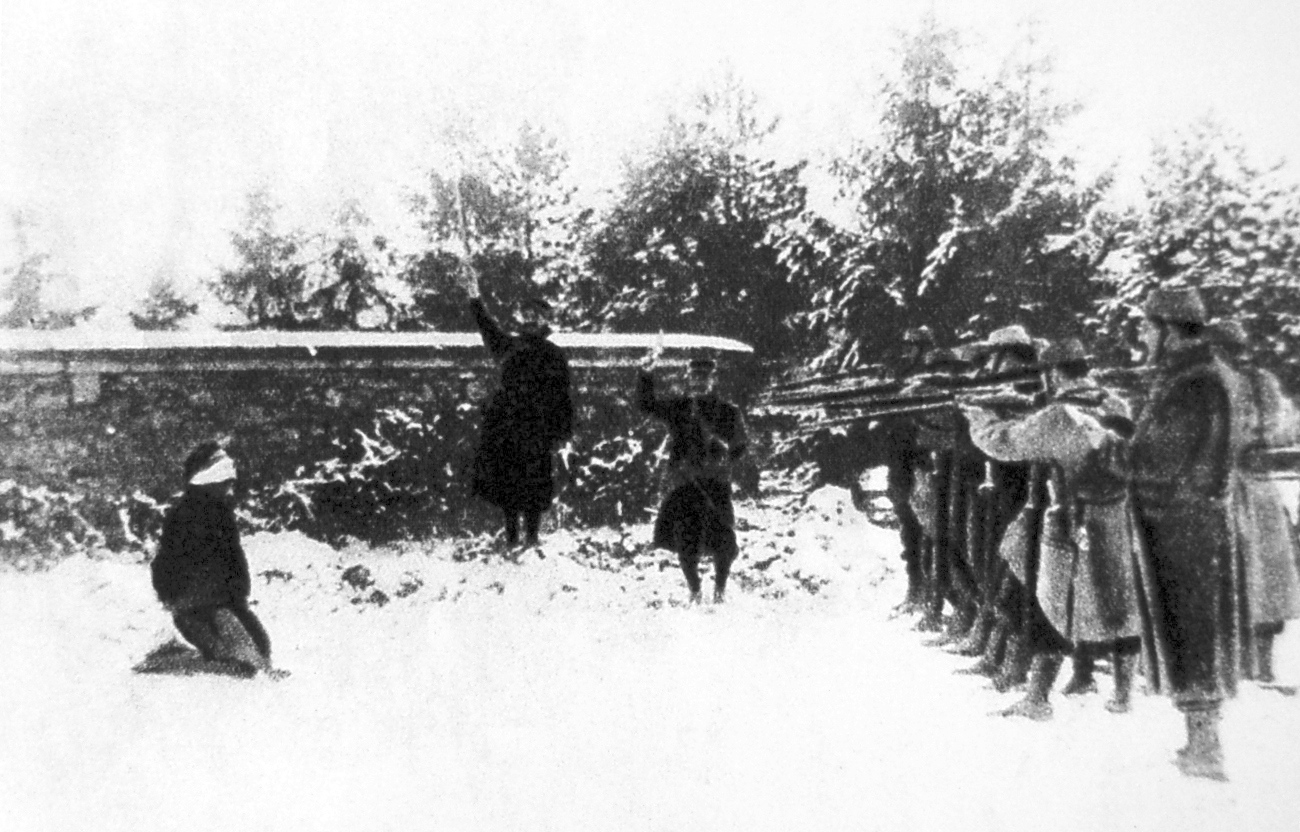
Une rare photographie montrant l'exécution d'un militaire français lors de la Première Guerre mondiale, probablement au début du conflit.

Les mutineries de 1917 désignent généralement la série de révoltes ayant eu lieu au sein des forces armées françaises de mai à juin 1917, pendant la Première Guerre mondiale. Des mutineries ont toutefois eu lieu la même année dans les forces armées d'autres pays et s'étalent en France d'avril à septembre 1917.
De nombreux facteurs expliquent cette rébellion française, notamment l'échec humiliant de la bataille du Chemin des Dames au printemps 1917, offensive dirigée par le général Nivelle qui entraîna environ 200 000 victimes (morts, disparus et blessés) côté français. Les conditions de vie effroyables auxquelles devaient faire face les soldats français — le froid, la boue et le déluge d'obus n'étant que quelques facteurs parmi tant d'autres — eurent également un impact sur l'état d'esprit des troupes. Cette accumulation provoqua une montée de la colère parmi une partie des hommes au front qui décidèrent de se révolter contre les ordres reçus de l'état-major.

## Mutineries antérieures
Dès 1915, des dizaines de soldats français participent à des mutineries. Par exemple, le 14 mai 1916, à Verdun, la moitié d'un bataillon refuse de monter au front. Quinze hommes sont arrêtés, tous les officiers et sous-officiers sont punis de huit jours d'arrêt. Un soldat condamné à mort est exécuté. On dénombre 509 condamnations pour refus d'obéissance en 1914, 2 433 en 1915 et 8 924 en 1916.

## Le contexte

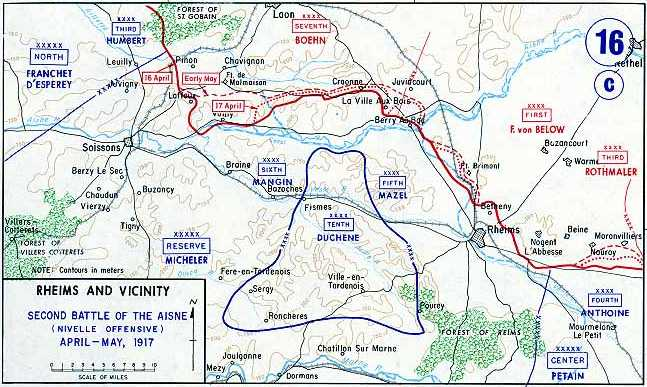
Aisne Front 1917.

### L'échec de l'offensive Nivelle
En 1917, après trois années d'une guerre meurtrière et indécise, la lassitude touche l'ensemble des armées européennes, dont le moral est au plus bas.
Parmi les troupes françaises, le coût humain élevé de l'offensive Nivelle sur le chemin des Dames au printemps 1917, dont les gains sont seulement tactiques, les conditions de vie effroyables dans le froid, la boue, les bombardements d'artillerie et la rareté des permissions, tous ces facteurs s'additionnent et provoquent une montée de la protestation parmi les hommes au front. 
L'espoir suscité par l'offensive avait été énorme à la veille du 16 avril 1917 : le général Nivelle promettait la fin de la guerre et donc, pour chaque soldat, le retour chez soi. L'offensive ayant été enrayée face aux fortifications allemandes, puis terminée sur ordre du gouvernement fin avril, la déception et la colère grondent : les soldats ont l'impression que la bataille a été mal préparée. 
Or, début mai, l'ordre est donné de reprendre l'offensive dans les mêmes conditions sur un terrain toujours aussi désavantageux pour les Français. Face à l'entêtement de l'état-major qui souhaite poursuivre cette offensive à outrance, des mutineries éclatent et gagnent progressivement toutes les armées le long du front pendant huit semaines. À leur paroxysme, elles touchent 68 divisions sur les 110 qui composent l'Armée française. Selon Denis Rolland, de 59 000 à 88 000 soldats seraient impliqués dans 139 actes collectifs d'indiscipline.
Beaucoup de mutins ou de protestataires sont des soldats aguerris, qui ont prouvé leur valeur au combat. Ils demandent moins un arrêt de la guerre qu'un commandement plus soucieux de la vie des soldats et plus attentif aux conditions réelles du combat moderne.
Facteur aggravant, les combattants du front découvrent lors de leurs permissions les « embusqués », personnes pourvues d'emplois les mettant à l'abri du service sur le front. L'augmentation des contacts et des transits par Paris leur montre une population parisienne se souciant peu de leur sort. Ils élargissent cette impression de dédain à l'ensemble de la classe politique ainsi qu'au haut commandement. Enfin, le fait que les unités soient massées sur un espace réduit afin d'exécuter l'offensive Nivelle favorise la propagation rapide entre régiments différents de ce sentiment d'exaspération. 

### Une influence russe?
L'historiographie a pendant longtemps fait de ces mutineries une simple conséquence de la Révolution russe de 1917. Si celle-ci ainsi que la montée de l'Internationale jouent un rôle dans cette grande crise, notamment à travers des tracts et certains journaux révolutionnaires (parfois subventionnés par la propagande allemande), elles ne sont généralement plus considérées comme d'importance primordiale car la raison principale se situe bien dans le refus de participer à des attaques répétées. 
Peut-être les soldats français sont-ils influencés par l'exemple des soldats russes qui combattent à leurs côtés. En effet, les survivants des 20 000 soldats de deux brigades russes, venues sur le front français en mars 1916, refusent de continuer le combat après l'offensive Nivelle et de nombreuses pertes. Mais c'est avant tout l'annonce tardive de la Révolution de février en Russie qui va motiver ces troupes pour réclamer leur rapatriement. Prudemment, l'état-major français les confine dans un camp à l'arrière où ils vont fêter le 1er mai. Puis, expédiés dans le camp de La Courtine dans la Creuse, les mutins russes décident de renvoyer leurs officiers et de s'autogérer, notamment en élisant leurs représentants. Ceux-ci vont mener pendant trois mois les négociations avec les autorités russes du gouvernement provisoire qui refusent leur retour vers leur pays. 
Finalement, l'assaut est donné le 16 septembre par des troupes françaises et le concours d'artilleurs russes. Les combats font près de 200 morts chez les insurgés[réf. nécessaire]. Les brigades seront dissoutes et leurs dirigeants arrêtés. Après la Révolution d'Octobre et la paix de Brest-Litovsk, il est encore moins question de les rapatrier. On leur ordonne d'intégrer des compagnies de travail. Ceux qui refusent seront envoyés dans des camps disciplinaires en Algérie. Les premiers soldats ne rentrent en Russie que fin 1919.

## Les formes de mutinerie
Dans l'armée française, de nombreux soldats s'infligent des mutilations volontaires pour quitter le front. Mais les médecins militaires décèlent ces blessures par les traces de poudre entourant le point d'entrée de la balle, et les intéressés sont sévèrement punis.
Les mutineries se manifestent essentiellement par des refus de certains soldats de plusieurs régiments de monter en ligne. Ces soldats acceptent de conserver les positions, mais refusent de participer à de nouvelles attaques ne permettant de gagner que quelques centaines de mètres de terrain sur l'adversaire, et demandent des permissions. Ces refus d'obéissance s'accompagnent de manifestations bruyantes, au cours desquelles les soldats expriment leurs doléances et crient de multiples slogans dont le plus répandu est « À bas la guerre ! ».

## Mettre fin aux mutineries de 1917

### Le rôle de Pétain
Le remplacement du général Nivelle par Philippe Pétain comme général en chef des armées ne les éteint que progressivement. Pétain parvient à calmer ces rébellions en adoptant une stratégie moins offensive que son prédécesseur afin de limiter les pertes en hommes. Il prend également plusieurs mesures visant à améliorer le sort des poilus, concernant entre autres les cantonnements, la nourriture, les tours de permissions… Toutefois, le pic d'intensité des refus collectifs d'obéissance se situe entre le 20 mai et le 10 juin, soit après la nomination du général Pétain (15 mai 1917). Les mesures prises par celui-ci pour faire cesser les mutineries mettent donc environ un mois à faire leur effet. Les condamnations à mort sont pour l'essentiel prononcées au cours de l'été 1917. Cependant l'image d'un maréchal « clément » diffusée par la propagande de l'époque est réfutée aujourd'hui, le maréchal Pétain restait partisan, comme l'ensemble des officiers de l'époque, d'une répression dure où il fallait mater les meneurs. 
La loi du 27 avril 1916 (passée grâce à Paul Meunier), « relative au fonctionnement et à la compétence des tribunaux militaires en temps de guerre » prévoit que « tous les tribunaux militaires [...] pourront, à l'avenir, en temps de paix et même en temps de guerre, admettre des circonstances atténuantes », et que le conseil de guerre « peut ordonner qu'il soit sursis à l'exécution du jugement ». De plus, le décret du 8 juin 1916 dispose que « le droit de recours en révision est ouvert aux individus condamnés à la peine de mort ». Toutefois, à la demande du général Pétain, un décret en date du 8 juin 1917 supprime toute voie de recours pour les militaires reconnus coupables de « rébellion, insubordination et embauchage de militaires ». Mais même cette crise ne remet pas fondamentalement en cause les acquis évoqués plus haut[pas clair].

### Conséquences des mutineries

#### Répression des mutins
Cette grande crise au sein de l'armée française amène son lot de sanctions contre les mutins. Environ 3 500 condamnations en rapport avec ces mutineries sont prononcées par les conseils de guerre, avec une large échelle de peines. Il y a entre autres 1 381 condamnations aux travaux forcés ou à de longues peines de prison et 554 condamnations à mort dont 49 sont effectives, parmi lesquelles 26 pour actes de rébellion collective commis en juin ou juillet 1917. Les autres condamnations à mort sont commuées en peines diverses : renvoi en première ligne, travaux forcés...
Ce nombre a toujours, compte tenu des enjeux idéologiques, été un sujet de controverses du fait de l'impossibilité d'accéder librement aux archives avant 100 ans. Il varie également en fonction de la période retenue pour les mutineries et de la date des procès, certains mutins ne passant en jugement qu'en 1918 et quelques procès de 1917 se rattachant à des évènements des années antérieures. De plus, on estime que 10 à 15 % des archives militaires sont définitivement perdues. Quoi qu'il en soit, le nombre des exécutions de 1917, souvent mis en avant lorsque l'on parle des fusillés pour l'exemple, reste relativement faible rapporté au nombre de fusillés des derniers mois de 1914 (près de 200) ou de l'année 1915 (environ 260). On peut l'expliquer par l’utilisation du droit de grâce par le président Poincaré : il gracie 90 % à 95 % des cas qui lui sont présentés.
Après sa création en 1920, le Parti communiste français cherche à faire libérer les soldats mutins envoyés dans les camps de travaux forcés.
Le traitement des mutineries par la hiérarchie (soldats dégradés, fusillés, envoyés à une mort certaine dans des assauts impossibles…) a contribué aux séquelles psychologiques de cette guerre.[réf. souhaitée]
La réhabilitation des mutins de 1917 est une longue histoire. En 1997, le Premier ministre Lionel Jospin y était favorable, mais il a été désavoué par le Président de la République, Jacques Chirac. En 2008, le Président de la République Nicolas Sarkozy y était favorable aussi. Le Président de la République François Hollande ne s'est pas prononcé lors de la célébration du centenaire en 2017,. Ce sujet fait toujours débat,.

## Les autres pays
Des mouvements similaires se développent parmi les autres armées européennes impliquées dans le conflit, y compris à l'intérieur de l'armée allemande. C'est ainsi que 10 % des soldats allemands destinés à être transférés sur le front Ouest après la révolution bolchévique d'octobre 1917 désertent ou fraternisent avec les Russes ; sur ce même front Ouest, l'échec des offensives allemandes du printemps 1918 conduit à une grève militaire larvée : perte d'équipements, mutilations volontaires, désobéissances. 
Une mutinerie de soldats du Royaume-Uni comptant jusqu'à 1 000 hommes dure quelques jours dans le camp britannique d'Étaples sur le littoral français du Pas-de-Calais, et est vite réprimée en septembre 1917. Ce camp a accueilli jusqu'à 80 000 soldats britanniques et du Commonwealth pour les préparer aux rigueurs du front. Un sous-officier est fusillé pour son rôle dans la mutinerie, c'est l'un des trois soldats du Royaume-Uni passés par les armes pour ce motif sur le front de l'Ouest pendant la guerre.
Au Texas, à la suite de violences policières commises sur une Afro-Américaine, un bataillon du 24e régiment d'infanterie, composé d'Afro-Américains, se mutine, en août 1917, à Houston.